# Стара Гонська
Стара Гонська (пол. Stara Gąska) — село в Польщі, у гміні Станін Луківського повіту Люблінського воєводства.
Населення — 159 осіб (2011).
У 1975-1998 роках село належало до Седлецького воєводства.

## Демографія
Демографічна структура станом на 31 березня 2011 року:
|          | Загалом | Допрацездатний вік | Працездатний вік | Постпрацездатний вік |
| -------- | ------- | ------------------ | ---------------- | -------------------- |
| Чоловіки | 81      | 18                 | 54               | 9                    |
| Жінки    | 78      | 18                 | 39               | 21                   |
| Разом    | 159     | 36                 | 93               | 30                   |